# Microgale gracilis
Microgale gracilis är en däggdjursart som först beskrevs av Major 1896.  Microgale gracilis ingår i släktet långsvanstanrekar, och familjen tanrekar. IUCN kategoriserar arten globalt som livskraftig. Inga underarter finns listade i Catalogue of Life.

## Utseende
Arten når en absolut längd (inklusive svans) av 16,5 till 19 cm och en vikt av 20 till 25 g. Svansen är något kortare än huvudet och bålen tillsammans. Liksom andra långsvanstanrekar påminner Microgale gracilis om en näbbmus i kroppsformen. Pälsen på ovansidan är mörkbrun med några glest fördelade ljusbruna hår och undersidan är mörkgrå med ljusbrun skugga hos vissa individer. Även svansen är uppdelad i en mörkbrun ovansida och en ljusbrun undersida. Huvudet kännetecknas av små öron och ögon. Arten har breda framtassar med fem tår och långa klor. Microgale gracilis har samma egenskaper som är typiska för alla familjemedlemmar, bland annat en varierande kroppstemperatur och en kloaköppning. Den skiljer sig från nära besläktade arter som Microgale gymnorhyncha genom avvikande detaljer av skallens konstruktion. Tandformeln är I 3/3 C 1/1 P 3/3 M 3/3. Fram- och hörntänder liknar varandra i utseende.

## Utbredning och habitat
Arten förekommer på östra Madagaskar. Den lever i bergstrakter mellan 1200 och 2000 meter över havet. Regionen är täckt av fuktiga skogar. Antagligen lever arten delvis underjordisk.

## Ekologi
I motsats till flera andra långsvanstanrekar klättrar arten sällan i träd. Utanför parningstiden lever varje individ ensam. Antagligen äter de liksom andra släktmedlemmar insekter och andra ryggradslösa djur. Även fortplantningssättet uppskattas vara likadant.